# Santa Elena, Yucatán
Santa Elena är en ort i Mexiko.   Den ligger i kommunen Santa Elena och delstaten Yucatán, i den östra delen av landet, 1 000 km öster om huvudstaden Mexico City. Santa Elena ligger 44 meter över havet och antalet invånare är 3 335.
Terrängen runt Santa Elena är platt. Runt Santa Elena är det ganska tätbefolkat, med 120 invånare per kvadratkilometer. Närmaste större samhälle är Ticul, 13,6 km nordost om Santa Elena. I omgivningarna runt Santa Elena växer i huvudsak lövfällande lövskog.